# 蛇形丘
蛇形丘又稱蛇丘，是一种狭长弯曲的垄岗地形，因蜿蜒如蛇形，故名。蛇形丘一般两坡对称，丘脊狭窄，长度从几十米到上百公里不等，高度一般为10-30米，有时可达70米以上，其延伸方向与冰川运动方向大致相同。主要分布在大陆冰川地区。

## 形成
蛇形丘的成因主要有两种：
1. 在冰川开始消融时，冰融水会沿着冰裂隙流入冰川底部，形成冰下隧道，在隧道中流动的冰融水携带大量的砂砾，沿途搬运过程中不断堆积，等到冰川全部融化后，这种隧道堆积物就形成了蛇形丘。
2. 在夏季气温升高时，冰川消融产生的冰融水在冰川的末端流入冰水湖，其携带的物质则堆积形成冰水三角洲，随着冰川的节节后退，形成了一个个的冰水三角洲，它们连起来就成了串珠状的蛇形丘。